# Marisol Malaret
Marisol Malaret Contreras (Utuado, 13 ottobre 1949 – San Juan, 19 marzo 2023) è stata una modella, conduttrice televisiva e giornalista portoricana, incoronata Miss Universo 1970.

## Biografia
Incoronata Miss Universo 1970 l'11 luglio a Miami, la portoricana Marisol Malaret aveva inizialmente lavorato come segretaria di una compagnia telefonica. Convinta dalla truccatrice Carmen Andino, partecipò a Miss Porto Rico, vincendo il concorso ed ottenendo la possibilità di partecipare a Miss Universo.
Dopo l'anno di regno di Miss Universo, Marisol Malaret divenne un personaggio molto in vista a Portorico lavorando dapprima come conduttrice televisiva e radiofonica, e in seguito come direttrice di giornali. Fra i suoi lavori più importanti, la conduzione del programma televisivo Noche de Gala insieme ad Eddie Miró, una delle trasmissioni più seguite a Portorico negli anni settanta e ottanta. Nel 1975 condusse il Festival OTI 1975. Nel 1986 fondò la rivista femminile Imagen, e dal 1992 al 2002 fu direttrice di Caras.

## Vita privata
La Malaret fu sposata tre volte: la prima volta con il modello Butch James, la seconda con il musicista Corky Stroman (dal quale ebbe una figlia, Sasha), la terza con l'ingegnere cubano Frank Cué.